# 反距离加权
反距离加权（英語：inverse distance weighting，IDW）是一种在有已知的离散数据点的情形下进行多元插值的确定性算法。赋给未知点的值是用已知点的值的加權平均數计算得出的。该算法也可在空间自相关分析（例如莫兰指数）中用于构建空间权重矩阵。
该方法的名称来自其加权的方式：未知点到每个已知点的距离的倒数。

## 问题的定义
对于给定的离散数据点，我们希望以一个函数{\displaystyle u}对研究区域进行插值：
{\displaystyle u(x):x\to \mathbb {R} ,\quad x\in \mathbf {D} \subset \mathbb {R} ^{n},}
其中{\displaystyle \mathbf {D} }是研究区域。
{\displaystyle N}个已知数据点可以视为元组列表：
{\displaystyle [(x_{1},u_{1}),(x_{2},u_{2}),...,(x_{N},u_{N})].}
该函数应当是“平滑的”（连续且一次可微），确定的（{\displaystyle u(x_{i})=u_{i}}），并满足用户对研究的现象的直观预期。此外，该功能应能够以合理成本在电脑应用上实现（如今，基本实现方法中可能会用到并行计算）。

## 谢泼德法（Shepard's method）

### 历史参考
自1965年起，在哈佛计算机图形和空间分析实验室，各专业的科学家汇聚一堂，重新思考现在称作“地理信息系统”的各种问题。
实验室工作的推动者霍华德·费舍尔（Howard Fisher）构思了一种改良的计算机绘图程序：SYMAP，其设计伊始，费舍尔就希望对插值进行改进。他向哈佛大学新生展示了SYMAP的进展，而后许多新生参与了实验室活动。一位大一新生唐纳德·谢泼德（Donald Shepard）决定对SYMAP中的插值法进行大改，随后发表了他1968年的著名论文。
谢泼德的算法也受到William Warntz和实验室其他从事空间分析工作的人的理论方法的影响。他用距离的指数进行了许多实验，决定更接近重力模型（-2的指数）。谢泼德不仅实现了基本的反距离加权，还允许障碍（包括可渗透的和绝对的）插值。
其他研究机构此时也在研究插值，特别是堪萨斯大学及其SURFACE II计划。但SYMAP的功能仍是最先进的，尽管是由本科生编写的。

### 基本形式
给定一组样本点{\displaystyle \{\mathbf {x} _{i},u_{i}|{\text{for }}\mathbf {x} _{i}\in \mathbb {R} ^{n},u_{i}\in \mathbb {R} \}_{i=1}^{N}}，反距离加权插值函数{\displaystyle u(\mathbf {x} ):\mathbb {R} ^{n}\to \mathbb {R} }定义为：
{\displaystyle u(\mathbf {x} )={\begin{cases}{\dfrac {\sum _{i=1}^{N}{w_{i}(\mathbf {x} )u_{i}}}{\sum _{i=1}^{N}{w_{i}(\mathbf {x} )}}},&{\text{if }}d(\mathbf {x} ,\mathbf {x} _{i})\neq 0{\text{ for all }}i,\\u_{i},&{\text{if }}d(\mathbf {x} ,\mathbf {x} _{i})=0{\text{ for some }}i,\end{cases}}}
其中
{\displaystyle w_{i}(\mathbf {x} )={\frac {1}{d(\mathbf {x} ,\mathbf {x} _{i})^{p}}}}

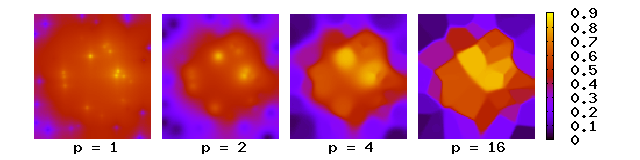
来自表面上的散点在不同幂参数p下的谢泼德插值

这是一个简单的反距离加权函数，其定义由谢泼德提出，x表示一个被插值点（未知点），xi表示一个节点（已知点），{\displaystyle d}是从已知点xi到未知点x的给定距离（度规算符），N是插值中使用的已知点的总数，并且{\displaystyle p}是一个正实数，称为幂参数。
其中，权重随着与已知点的距离的增加而减小。{\displaystyle p}值越大，则最邻近已知点的对插值的影响越大，当{\displaystyle p}足够大时，插值结果形似马赛克多边形（沃罗诺伊图），每一个多边形内的数值几乎为恒定值。对于二维面，幂参数{\displaystyle p\leq 2}时，插值由距离较远的点主导，因为密度为{\displaystyle \rho }、邻近节点距离为{\displaystyle r_{0}}至{\displaystyle R}之间的数据点集，权重的加和约为
{\displaystyle \sum _{j}w_{j}\approx \int _{r_{0}}^{R}{\frac {2\pi r\rho \,dr}{r^{p}}}=2\pi \rho \int _{r_{0}}^{R}r^{1-p}\,dr,}
其在{\displaystyle R\rightarrow \infty }且{\displaystyle p\leq 2}时发散。对于M维，同样的结论适用于{\displaystyle p\leq M}。对于{\displaystyle p}值的选择，可以考虑插值中所需的平滑程度、被插值的样本密度和分布，以及允许单个样本影响周围样本的最大距离。
谢泼德法是最小化与插值点{x, u}的元组和插值点{xi, ui}的i元组之间的偏差度量相关的函数的结果，定义为：
{\displaystyle \phi (\mathbf {x} ,u)=\left(\sum _{i=0}^{N}{\frac {(u-u_{i})^{2}}{d(\mathbf {x} ,\mathbf {x} _{i})^{p}}}\right)^{\frac {1}{p}},}
从最小化条件导出：
{\displaystyle {\frac {\partial \phi (\mathbf {x} ,u)}{\partial u}}=0.}
该方法容易扩展到其他维数的空间，它实际上是将拉格朗日插值法推广到多维空间。为三元插值设计的修改版算法由Robert J. Renka提出，Netlib的toms库中的算法661提供该算法。

### 一维下的示例

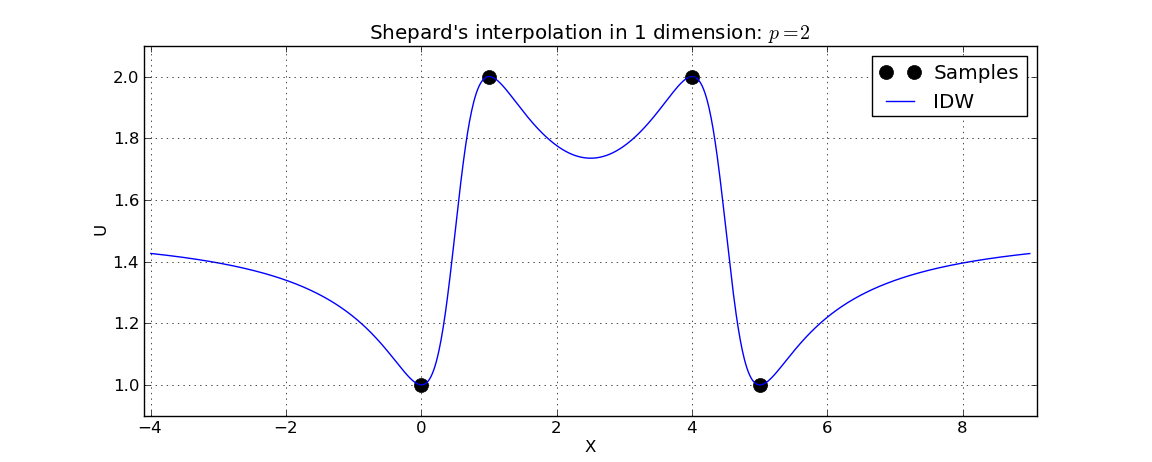
Shepard法在一个维度下的插值，基于4个样本数据点，p = 2

### 调整谢泼德法
谢泼德法的另一个修改版是仅使用半径R范围内的最近邻（而不是完整样本）来计算插值。在这种情况下，权重略有修改：
{\displaystyle w_{k}(\mathbf {x} )=\left({\frac {\max(0,R-d(\mathbf {x} ,\mathbf {x} _{k}))}{Rd(\mathbf {x} ,\mathbf {x} _{k})}}\right)^{2}.}
当与快速空间搜索结构（如k-d树）结合使用时，它即为适用于大尺度问题的高效N log N插值方法。